# منطقة بيشنوبور
بيشنوبور رمزها «BI» (بالإنجليزية: Bishnupur)‏ ، هو تقسيم إداري لدولة الهند تتبع ولاية مانيبور (بالإنجليزية: Manipur)‏ ، مركزها هو مدينة بيشنوبور (بالإنجليزية: Bishnupur)‏ عدد سكانها حسب تعداد سنة 2001 هو 205,907 ، مساحتها 496 كم² وكثافة السكان 415 لكل كم² .